# Оборочень
Оборочень, Оборочені (рум. Oboroceni) — село у повіті Ясси в Румунії. Входить до складу комуни Хелештень.
Село розташоване на відстані 310 км на північ від Бухареста, 53 км на захід від Ясс.

## Населення
За даними перепису населення 2002 року у селі проживали 827 осіб, усі — румуни. Усі жителі села рідною мовою назвали румунську.